# Olga San Juan

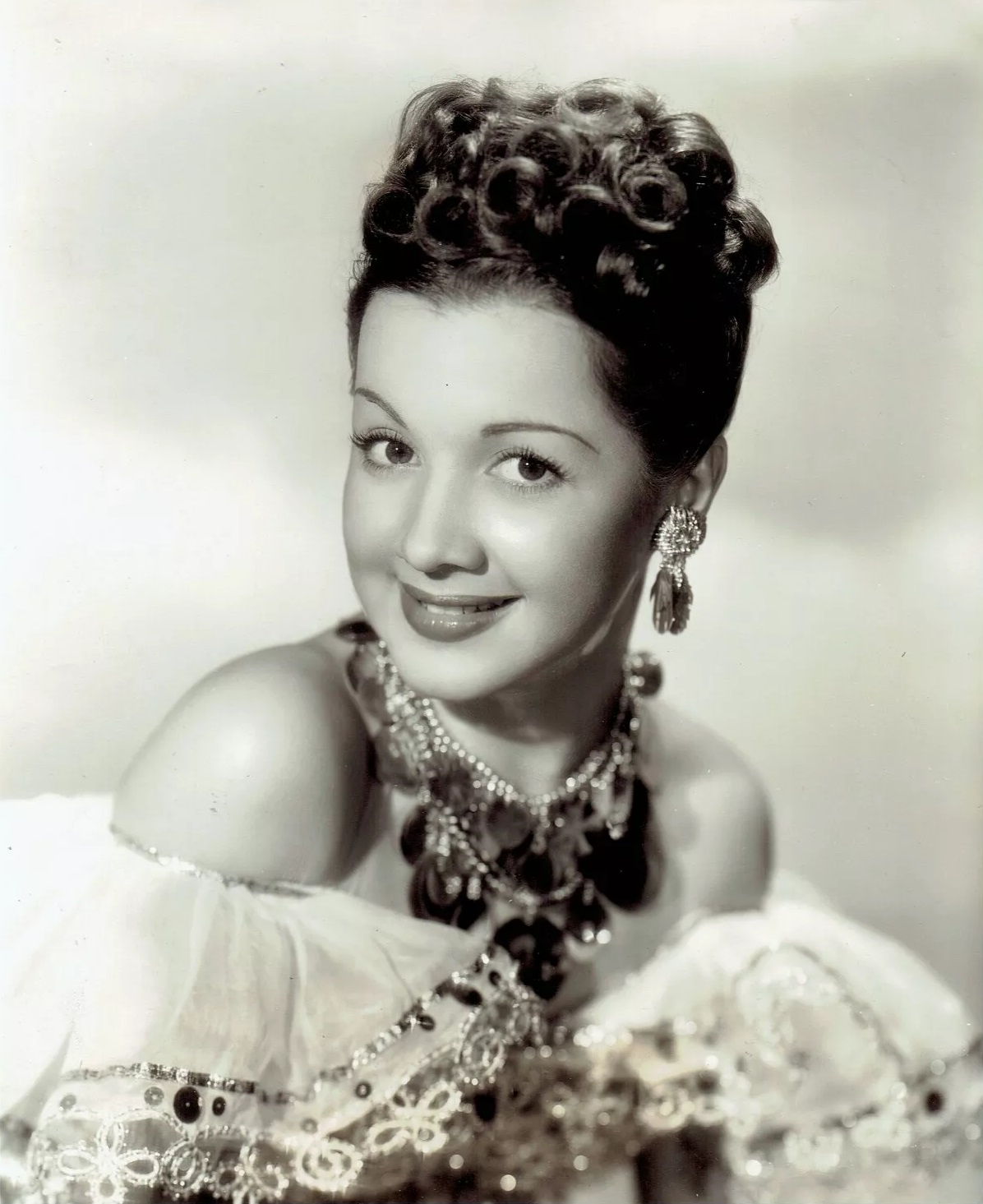
Olga San Juan (1946)

Olga San Juan (* 16. März 1927 in Flatbush, Brooklyn, New York City, New York; † 3. Januar 2009 in Burbank, Kalifornien) war eine US-amerikanische Schauspielerin und Tänzerin.

## Leben und Karriere
Olga San Juan wurde 1927 in New York geboren. Ihre Eltern waren puerto-ricanischer Herkunft und zogen, als sie drei Jahre alt war, mit ihr nach Puerto Rico. Die Familie kehrte nach zwei Jahren zurück nach East Harlem, New York City. 
Olga San Juan trat als Schülerin zusammen mit anderen Kindern aus New York im Weißen Haus für den damaligen Präsidenten Franklin Delano Roosevelt auf. Ihr Vater wurde krank, weshalb sie die High School nach der neunten Klasse verließ.
San Juan wurde  von Paramount Pictures unter Vertrag genommen, nachdem sie im New Yorker Nachtclub Copacabana entdeckt worden war. Sie trat in dem Film Blau ist der Himmel auf, in dem sie mit dem Tänzer Fred Astaire einen Tanz zu Heat Wave aufführte. Sie wollte unbedingt als Amber La Vonne in Mädchen für Hollywood besetzt werden. In den 1940er Jahren trat sie hauptsächlich in Musicals als „Latina-Entertainerin“ oder Love Interest auf. Ihr letzter Hollywoodfilm erschien im Jahr 1949. Danach spielte sie 1951 am Broadway Jennifer Rumson in dem Lerner- und Loewe-Musical Paint your Wagon.

## Privatleben
Olga San Juan war mit dem Schauspieler Edmond O’Brien verheiratet. Sie hatten sich bei einem Werbemittagessen für die Fox-Studios kennengelernt und heirateten am 26. September 1948 in Santa Barbara, Kalifornien. Sie bekamen drei Kinder, darunter den späteren Schauspieler und Fernsehproduzenten Brendan O’Brien. Das Paar ließ sich im Jahr 1976 scheiden. 
Olga San Juans Gesundheit verschlechterte sich ab den 1970er Jahren nach einem Schlaganfall. Am 3. Januar 2009 starb sie im Providence St. Joseph Medical Center in Burbank in Kalifornien an Nierenversagen. Sie wurde auf dem San Fernando Mission Cemetry in Mission Hills in Los Angeles begraben.

## Filmografie
- 1943: Caribbean Romance (Kurzfilm)
- 1944: Rainbow Island
- 1945: Bombalera (Kurzfilm)
- 1945: Out of This World
- 1945: Duffy’s Tavern
- 1945: Hollywood Victory Caravan (Kurzfilm)
- 1945: The Little Witch (Kurzfilm)
- 1946: Blau ist der Himmel (Blue Skies)
- 1946: Cross My Heart
- 1947: Mädchen für Hollywood (Variety Girl)
- 1948: Are You with It?
- 1948: Venus macht Seitensprünge (One Touch of Venus)
- 1948: The Countess of Monte Cristo
- 1949: The Beautiful Blonde from Bashful Bend
- 1954: Die barfüßige Gräfin (The Barefoot Contessa)
- 1960: Ein Toter ruft an (The 3rd Voice)
- 1960: Johnny Midnight (Fernsehserie, Folge 1x19)

## Auszeichnungen
- Donaldson Award für ihren Auftritt in Paint Your Wagon
- Screen Actors Guild Latino Legacy Award